# Anton August Heinrich Lichtenstein
Anton August Heinrich Lichtenstein est un zoologiste allemand, né en 1753 et mort en 1816.

## Biographie
Lichtenstein est le fils du conseiller de la cour et maire d'Helmstedt Joachim Dietrich Lichtenstein (de) et le père du zoologiste Martin Hinrich Lichtenstein.
Lichtenstein reçoit ses premières leçons de Lange, le greffier de la ville d'Helmstedt, qui le prépare à l'école secondaire de la ville. Lichtenstein y devient entre autres l'élève du directeur M. Mirus (latin) et du professeur Beauregard (français). À Pâques 1771, Lichtenstein devient étudiant à l'université de Göttingen et suit entre autres les cours des professeurs Gottfried Less (de), Johann David Michaelis, Johann Peter Miller (de) et Franz Walch.
Il est docteur en théologie et en philosophie, professeur de langues orientales. En 1782, il devient le principal de l'école d'érudition Saint-Jean de Hambourg. Il est bibliothécaire assistant de 1794 à 1796 puis directeur 1796 à 1798 de la bibliothèque publique de Hambourg. En 1798, il devient professeur à l’université d'Helmstedt. Il est l’auteur de Catalogus Rerum Naturalium Rarissimarum (1793) et Catalogus Musei zoologici ditissimi Hamburgi (1796). Il participe également à l’ouvrage de Johann Friedrich Wilhelm Herbst (1743-1807), Natursystem der ungeflügelten Insekten (1797). Il est le père du zoologiste Hinrich Lichtenstein (1780-1857).